# Armand Jean Le Bouthillier de Rancé
Pour les articles homonymes, voir Bouthillier et Rancé.
Armand Jean Bouthillier de Rancé, né le 9 janvier 1626 à Paris et mort le 27 octobre 1700 à l'Abbaye de la Trappe (Soligny-la-Trappe) est un religieux français, abbé cistercien et réformateur monastique. 
Il est considéré comme l’un des précurseurs de l’Ordre cistercien de la Stricte Observance, plus connu sous le nom de Trappistes, fondé officiellement en 1892. 
Figure majeure de la spiritualité du Grand Siècle, il a profondément réformé l’Abbaye de la Trappe en y restaurant une stricte observance de la règle cistercienne. Son influence a été immortalisée par l’écrivain Chateaubriand dans son ouvrage Vie de Rancé.

## Biographie

### Un abbé mondain
Armand Jean Bouthillier de Rancé était issu d'une famille de la noblesse de robe, bien introduite à la cour. Né le 9 janvier 1626, le prénom d'Armand lui est donné par son parrain, Armand Jean cardinal de Richelieu. Il est le deuxième fils de Denis (II) Le Bouthillier de Rancé (4e fils de Denis (I) Bouthillier), et de son épouse Charlotte Joly, qui est secrétaire privée de la reine Marie de Médicis. Comme le remarque son biographe A.J. Krailsheimer, la forme "Le Bouthillier", parfois employée, est erronée. Elle n'est attestée que chez son jeune frère, Henri (1629-1726).
Alors qu'il est destiné à une carrière militaire, sa famille engage Armand Jean dans une carrière ecclésiastique à la place de son frère aîné Denis-François, décédé, pour conserver à la famille les bénéfices ecclésiastiques promis à ce dernier. Dès l'âge de onze ans, en 1637, il est chanoine de la cathédrale Notre-Dame de Paris et abbé commendataire de cinq monastères, dont celui de la Trappe, dans le Perche. En 1638, sa mère meurt et sa sœur entre au couvent. Il est diplômé maître ès arts en 1643. En 1650, son père meurt à son tour.
Cette année-là, il fait connaissance de Marie d'Avaugour, duchesse de Montbazon, plus âgée que lui de quatorze ans, qui l'introduit dans le grand monde.
Il est ordonné prêtre en 1651 après de brillantes études à Paris, où il a notamment comme condisciple Bossuet.
En 1652 il est reçu premier à la licence, et passe son doctorat en 1654 à la Sorbonne et prend le bonnet de docteur le 10 février 1654. La même année, il est mis à la tête d'un des archidiaconés de son oncle, Victor Le Bouthillier (1596-1670), archevêque de Tours. Il fut aumônier du duc d'Orléans.
En 1655, il est délégué à l'Assemblée du clergé, en qualité de député du second ordre.
En 1657, son oncle veut le nommer coadjuteur avec droit de succession, mais Mazarin s'y refuse, décision relativement normale vu l'âge du candidat ; Rancé est surtout un partisan du cardinal de Retz, ennemi de Mazarin.
Le 28 avril de la même année meurt la duchesse de Montbazon. La douleur d’avoir perdu celle qu’il aimait marque un tournant dans sa vie. Suivent trois années de quasi-retraite et de réflexion dans la propriété familiale de Véretz, près de Tours. Il en profite pour étudier et traduire certains Pères de l'Église ou docteurs de la vie monastique, tels Basile de Césarée et Evagre le Pontique, qui marquent durablement sa pensée. Il s'oriente désormais vers la vie religieuse.

### La réforme cistercienne
En 1660, il visite la Trappe qui tombe en ruine, aussi bien intérieurement qu’extérieurement. Il comprend qu'en tant qu'abbé commendataire, il a sa part de responsabilité dans cette déchéance.
Il renonce à trois abbayes et à deux prieurés, qu'il possédait en commende : il se prépare à quitter le monde. Des proches veulent l'y retenir en lui offrant de devenir évêque coadjuteur de Tours ; il refuse.
Il entreprend de relever l'abbaye de Soligny. Aux moines, il donne le choix soit de rester et de suivre la réforme, soit de partir avec une pension. Il fait venir des moines du monastère réformé de Perseigne pour les remplacer. À Perseigne, de la filiation de Cîteaux, la réforme de l'Étroite Observance avait déjà commencé : il s'agit de revenir à la fidélité à la règle de saint Benoît, celle des fondateurs de Cîteaux, qui inclut notamment l'abstinence de viande (d'où le nom d'« abstinents ») et le travail manuel quotidien. L'Étroite Observance regroupait une soixantaine d'abbayes (outre celle de Perseigne, celles de Sept-Fons, Tamié, du Val-Richer, d'Orval, de Clairmarais, du Val-des-Choux, entre autres) qui souhaitaient revenir à la spiritualité et à l'observance des premiers cisterciens, sans toutefois quitter l'ordre de Cîteaux ni même constituer une congrégation à part.
Pendant la période de reconstruction de l'Abbaye Notre-Dame de la Trappe, Rancé vit et travaille au milieu de ses moines. Le 20 août 1662, ils rétablissent la prière en chœur. En mai 1663, il se rend à l'abbaye de Perseigne pour y accomplir son noviciat, c'est-à-dire recevoir la formation monastique dont il était jusque-là dépourvu, comme la quasi-totalité des abbés commendataires de son temps. Le  6 juin 1664, son noviciat achevé, il fait profession monastique selon la règle de saint Benoît. En juillet 1664, Rancé reçoit la bénédiction abbatiale de l'évêque de Sées, dont dépendait la Trappe. Devenant ainsi abbé régulier de la Trappe, c'est là qu'il réside désormais ; il a vendu ses biens et renoncé à ses autres bénéfices ecclésiastiques.
Rancé devient l'un des principaux meneurs de l'Étroite observance. Il la présente dans ses Declarationes in regulam beati Benedicti ad usum Domus Dei Beatae Mariae de Trappa (jamais imprimées, elles sont connues par un manuscrit en latin, par une traduction française et par quelques citations) et surtout dans le fameux ouvrage De la sainteté et des devoirs de la vie monastique (1683), qui connaîtra une large diffusion, entraînant des controverses avec d'autres grands Ordres qui ne passaient pas pour relâchés, tels les Chartreux et les Mauristes.
La réforme de la Trappe est approuvée par le Saint-Siège par deux brefs du 2 août 1677 et du 23 mai 1678 : la Trappe reste soumise à Cîteaux, avec des règlements particuliers. Ce qui inspire Rancé dans sa réforme est un sentiment profond de continuité de la vie monastique depuis les Pères du Désert jusqu'aux cisterciens: d'où son insistance sur les thèmes monastiques classiques de la nécessité du repentir, du renoncement à soi-même, de l’humilité et de l’ascèse ; d'où la remise en valeur du silence, du travail manuel pénible, en particulier dans l'agriculture et de l'abstinence. C’est ce désir d’humilité qui lui fit repousser toute étude scientifique dans le monastère : Rancé avait été un théologien brillant et admiré, il voulut épargner la tentation de l'orgueil intellectuel à ses moines. Il tomba du même coup dans un anti-intellectualisme qui lui sera reproché, notamment par le bénédictin Mabillon. La réforme rancéenne connut cependant un grand succès en cette époque où tous les monastères ne brillaient pas par leur ferveur : la Trappe accueillit des postulants par dizaines et même par centaines, qui étaient parfois déjà prêtres ou religieux.
Un héritier de Rancé, dom Augustin de Lestrange, permit à la communauté de la Trappe de ne pas être détruite par la Révolution française : exilée en Suisse, elle donna naissance en 1892 à l’ordre des cisterciens réformés de Notre-Dame de la Trappe, qui devint peu après l'Ordre cistercien de la stricte observance.

## Famille
- Jean Bouthillier, chevalier, seigneur de Maupertuis et de Bellechaussée, marié à Marguerite d'Ust
  - Sébastien Bouthillier, écuyer, seigneur de Bellechaussée et de Montaignes, marié à Catherine de Laage
    - Denis Bouthillier (1540-1622), seigneur de Fouillecourte et du Petit Thouars, conseiller d'État le 2 février 1617, marié à Claude de Macheco (famille bourguignonne ; arrière-arrière-grand-tante de Jean-Chrétien)
      - Claude Bouthillier (1581-1652), surintendant des Finances, marié à Marie de Bragelongne,
        - Léon Bouthillier (1608-1652), comte de Chavigny

      - Sébastien Bouthillier (1582-1625), évêque d'Aire,
      - Victor Le Bouthillier (1590-1670), évêque de Boulogne, puis archevêque de Tours, premier aumônier de Gaston d'Orléans,
      - Denis Bouthillier (†1650), seigneur de Rancé, baron de Verets, secrétaire des commandements de la reine Marie de Médicis, conseiller d'État ordinaire, marié à Marguerite Joly de Fleury,
        - Denis François Bouthillier (1622-1640), aumônier du roi, abbé de Notre-Dame-du-Val, chanoine de Notre-Dame de Paris,
        - Armand-Jean Bouthillier (1626-1700), abbé de la Trappe.
        - Henri Le Bouthillier (1627-1726), chevalier de Malte, lieutenant général des Galères du roi en 1718.

## Œuvres
Ouvrages
- Conduite chrétienne adressée à Son Altesse Royale Madame de Guise, Paris, Delaulne, 1703
- Constitutions de l'abbaye de La Trappe, avec des réflexions, Bruxelles, Lambert Marchant, 1702
- De la sainteté et des devoirs de la vie monastique, Paris, François Muguet, 1683
- Maximes chrétiennes et morales, Delft, Henri van Rhyn, 1699
- Relations de la mort de quelques religieux de l'abbaye de la Trappe (1696). Sélection de 13 Relations de l'abbé de Rancé. Textes présentés et annotés par Jean-Maurice de Montremy. Editions Le Condottiere, Paris 2024.  (ISBN 978-2-487468-22-1)

Correspondance
- Lettres de Armand-Jean Le Bouthillier de Rancé, abbé et réformateur de la Trappe, Éd. Benoît Gonod, Paris, d’Amyot, 1846
- Lettres de piété ; écrites à différentes personnes, Paris, Muguet, 1704.
- Florilège de lettres. Choix et présentation par Alban John Krailsheimer. Cerf, 1999.
- Correspondance, 1642-1700, 4 volumes. Présentation par A. J. Krailsheimer. Cerf, 1993.